# Mã Chính Vũ
Mã Chính Vũ (tiếng Trung giản thể: 马正武, bính âm Hán ngữ: Mǎ Zhèng Wǔ, sinh tháng 1 năm 1963, người Hán) là doanh nhân, chính trị gia nước Cộng hòa Nhân dân Trung Hoa. Ông là Ủy viên Ủy ban Trung ương Đảng Cộng sản Trung Quốc khóa XIX, bầu bổ sung từ Ủy viên dự khuyết, Phó Bí thư Đảng ủy, Tổng giám đốc Tập đoàn Quản lý tài sản Dung Thông Trung Quốc. Ông từng lãnh đạo các doanh nghiệp nhà nước như Thành Thông Trung Quốc, Tập đoàn Vật tư đường sắt.
Mã Chính Vũ là đảng viên Đảng Cộng sản Trung Quốc, học vị Cử nhân Kỹ thuật hóa học, Thạc sĩ Quản lý công thương. Ông có sự nghiệp đều hoạt động ở các doanh nghiệp nhà nước.

## Xuất thân và giáo dục
Mã Chính Vũ sinh tháng 1 năm 1963 tại tỉnh Hồ Nam, Cộng hòa Nhân dân Trung Hoa. Ông lớn lên và tốt nghiệp phổ thông ở quê nhà, thi đỗ Học viện Kỹ thuật hóa học Bắc Kinh (nay là Đại học Hóa công Bắc Kinh), tới Bắc Kinh nhập học từ tháng 9 năm 1981, tốt nghiệp Cử nhân Kỹ thuật hóa học vào tháng 7 năm 1981, đồng thời được kết nạp Đảng Cộng sản Trung Quốc tại trường. Tại Hóa công Bắc Kinh, ông được bầu làm Chủ tịch Hội Sinh viên trường từ tháng 4 năm 1983 đến tháng 3 năm 1985. Năm 1989, ông thi đỗ cao học Đại học Hồ Nam, theo học Học viện Thương mại Quốc tế, nhận bằng Thạc sĩ Quản lý công thương năm 1999.

## Sự nghiệp
Tháng 7 năm 1985, sau khi tốt nghiệp đại học, Mã Chính Vũ bắt đầu sự nghiệp của mình khi được nhận vào làm ở Nhà máy Thuộc da Bắc Kinh (北京革制厂) ở quận Phong Đài, phụ trách những công việc như xử lý da nhẹ (light leather), quần áo da, da nặng (heavy leather), các sản phẩm từ da lông thú, các sản phẩm da khác về thuộc da lông thú, gia công các bộ phận kim loại, dần là Phó Bí thư Đảng ủy nhà máy. Giai đoạn 1991–92, ông được chuyển sang Tổng công ty Đóng gói và Dán nhãn Trung Quốc (中国包装总公司, nay là Bao Trang Trung Quốc, PACHN) làm Phó Trưởng phòng, công tác thời gian ngắn. Năm 1992, ông được điều chuyển tới khối cơ quan nhà nước, là công vụ viên của Bộ Vật tư, chuyên viên Sảnh Văn phòng cấp trưởng xứ, và công tác ở đây cho đến năm 1996.
Cuối năm 1996, Mã Chính Vũ trở lại khối doanh nghiệp nhà nước, được bổ nhiệm làm Phó Tổng giám đốc Tổng công ty Đầu tư và Khai phát vật tư Trung Quốc, và sau đó là Tổng giám đốc. Năm 2001, ông chuyển sang Công ty cổ phần Thành Thông Trung Quốc làm Phó Chủ tịch cho đến tháng 9 năm 2002, khi 39 tuổi, sau đó thăng chức là Chủ tịch Công ty trách nhiệm hữu hạn Tập đoàn Thành Thông Trung Quốc (CCT) từ 2004. Ông là chủ tịch hãng quốc hữu này cho đến 2016, thực hiện đầu tư quỹ, vận hành vốn cổ phần, quản lý tài sản, dịch vụ tài chính, dịch vụ hậu cần toàn diện, sản xuất, phát triển và sử dụng bột giấy và giấy từ rừng, pin năng lượng mới. Thời gian này ông cũng từng kiêm nhiệm làm Chủ tịch Bộ phận đối ngoại của Công ty trách nhiệm hữu hạn Quốc Tân Trung Quốc, một hãng quốc hữu khác. Tháng 7 năm 2016, Ủy ban Giám sát và Quản lý Tài sản Nhà nước Trung Quốc quyết định Tập đoàn Vật tư đường sắt Trung Quốc được giao ủy thác cho Thành Thông Trung Quốc quản lý, và Mã Chính Vũ kiêm nhiệm làm Bí thư Đảng ủy, Tổng giám đốc Tập đoàn Vật tư đường sắt.
Tháng 10 năm 2017, Mã Chính Vũ tiếp tục tham gia đại hội đại biểu toàn quốc, được bầu làm Ủy viên dự khuyết Ủy ban Trung ương Đảng Cộng sản Trung Quốc khóa XIX tại Đại hội Đảng Cộng sản Trung Quốc lần thứ 19. Tháng 2 năm 2019, ông được miễn nhiệm các chức vụ ở Thành Thông Trung Quốc, Tập đoàn Vật tư đường sắt, được bổ nhiệm làm Phó Bí thư Đảng ủy, Tổng giám đốc Tập đoàn Quản lý tài sản Dung Thông Trung Quốc (CRTC). Tới kỳ họp thứ 14 của Ủy ban Trung ương vào ngày 31 tháng 10 năm 2019, ông được bầu bổ sung làm Ủy viên chính thức.